# Żabbar Sanctuary Museum

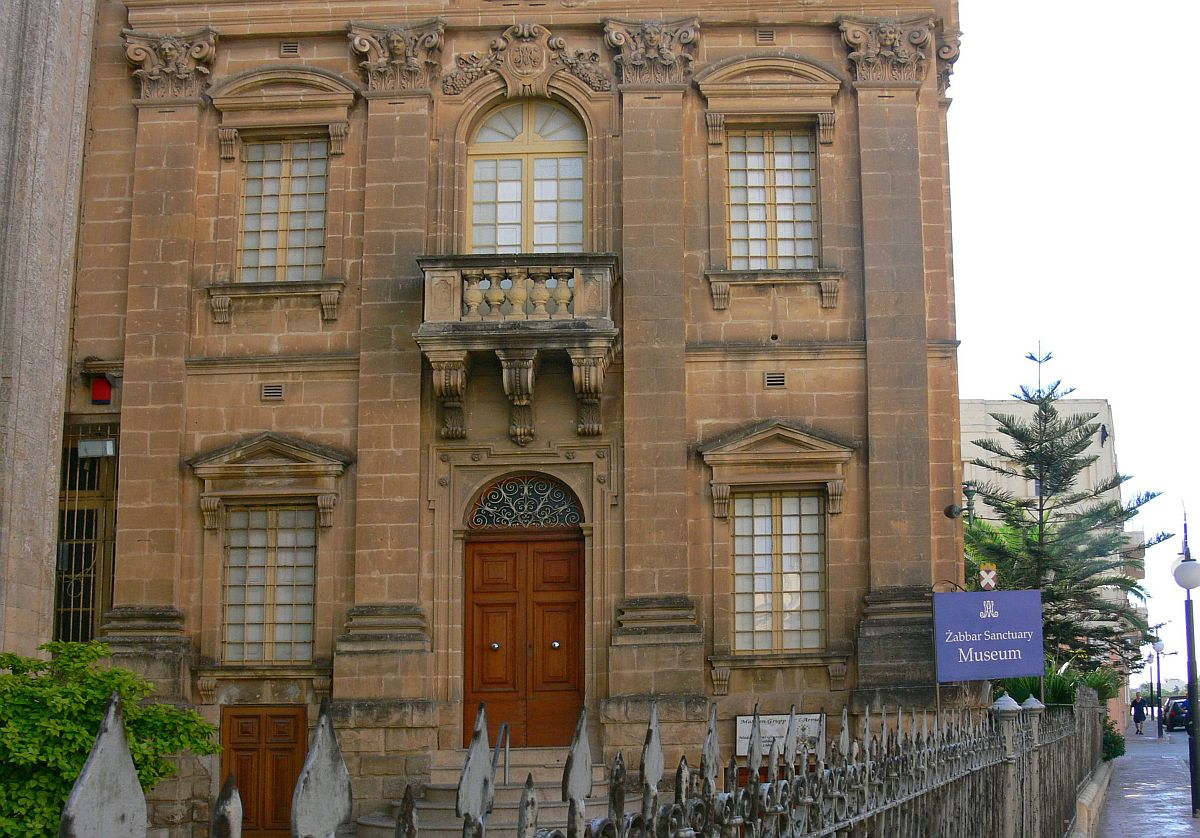
Die Eingangsseite des Museums direkt neben der Kirche Our Lady of Graces

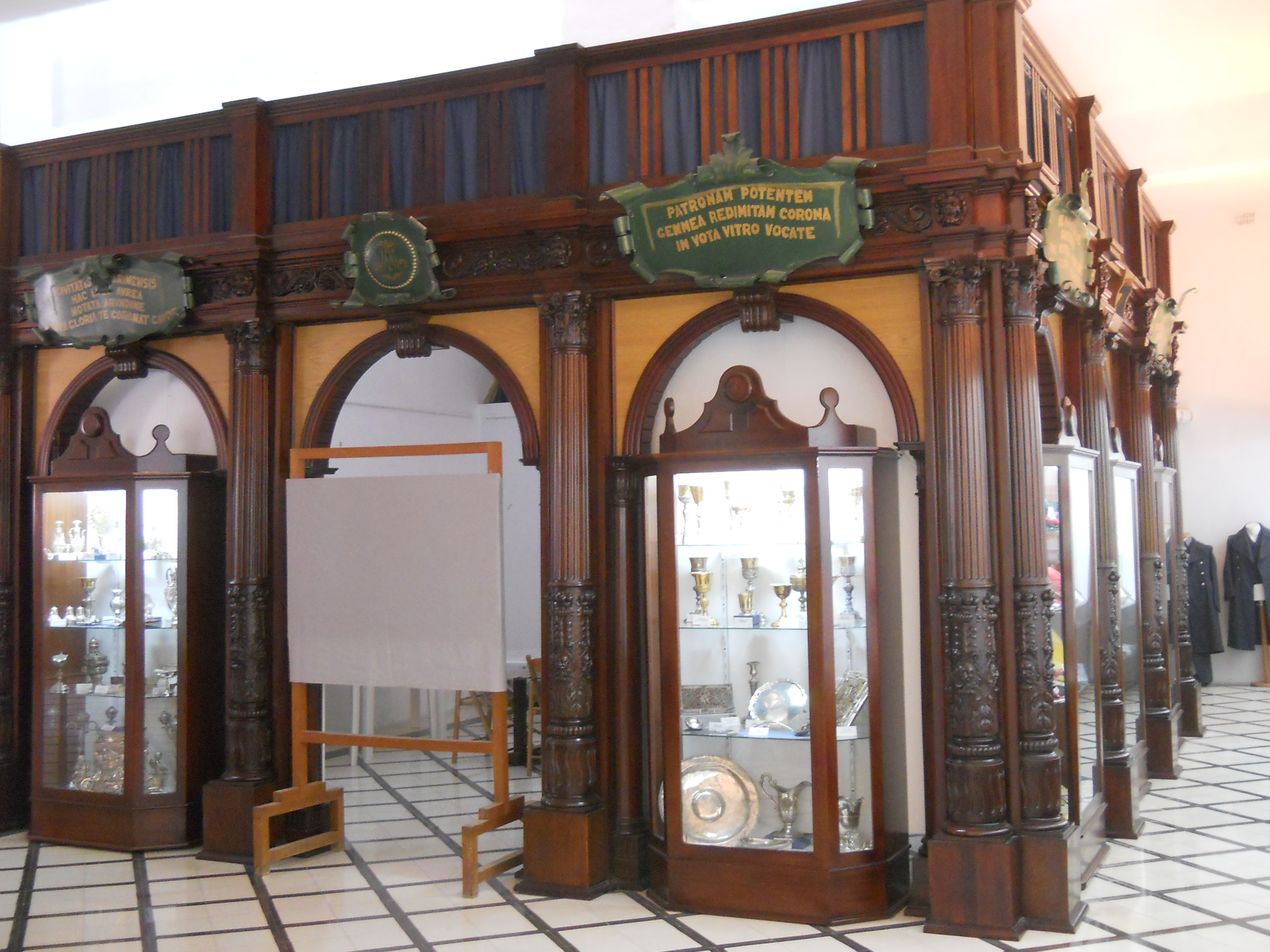
Die kleine Ausstellungshalle aus den Paneelen der Alcantara

Das Żabbar Sanctuary Museum ist ein kirchliches Museum in Żabbar auf Malta. Es besitzt die inselweit größte Sammlung maritimer Exvoto-Gemälde.

## Das Gebäude
Der Bau dieses einzigen maltesischen Museums, das in einem eigens für die Sammlung errichteten Gebäude untergebracht ist, war dem Architekten Giuseppe Lia unterstellt, die weitere Gestaltung dem Künstler Ġużeppi Galea. Das am 5. September 1954 eröffnete Museum wurde in den Jahren 2000 bis 2003 restauriert und die Ausstellung neu organisiert.
Das würfelförmige Gebäude ist direkt an die Kirche Our Lady of Graces gebaut.
Die Ausstellung nimmt den größten Teil ein und ist in zwei Ebenen aufgeteilt. Die obere Ausstellungsebene ruht auf einer ohne Wandanschlüsse frei im Raum befindlichen Stahlkonstruktion, die durch eine geschwungene Treppe erschlossen wird. So können auch höhere Ausstellungsstücke präsentiert werden.

## Sammlungen

### Exvoto

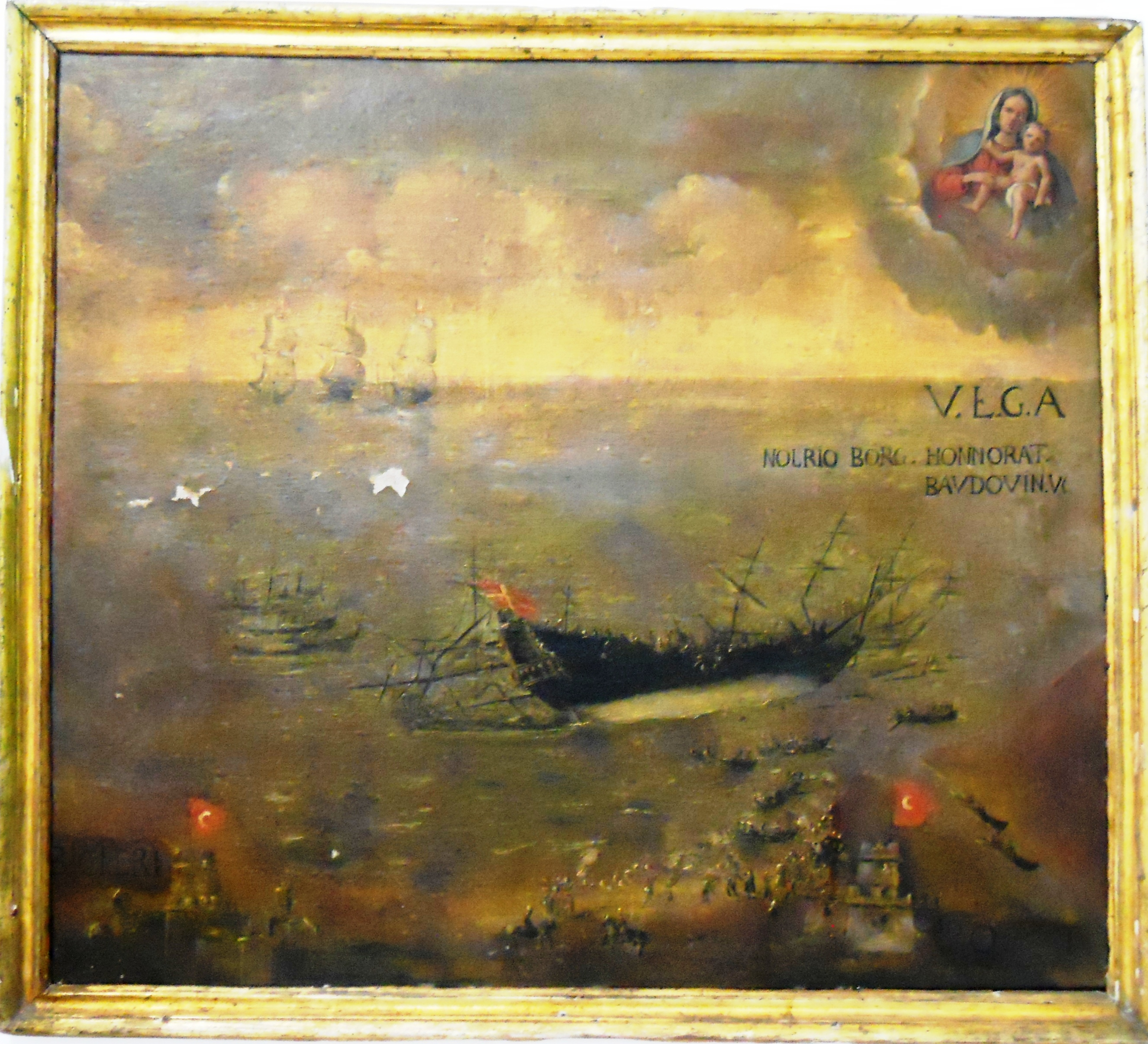
Ein großes Schiff mit maltesischer Flagge auf Grund vor Bicieri wird durch drei Ordensgaleeren gesichert. Votivtafel in Żabbar.

Eine Sammlung besteht aus Exvoto-Gemälden vom 17. bis zum 19. Jahrhundert. Zwar weisen Kirchen wie die in Birkirkara, Mellieħa, Qrendi, Senglea, Marsaskala einen größeren Bestand an ex-voto-Objekten auf, aber nur Żabbar hat mit 85 rein maritimen Darstellungen zu diesem Thema die größte Sammlung. Das älteste maltesische Exvoto datiert auf 1631. Die Sammlung bildet einen eigenen Ausstellungsbereich in einem extra Raum. In diesem Gebäude sind auch das Depot mit der Reservesammlung und das Museumsarchiv untergebracht.

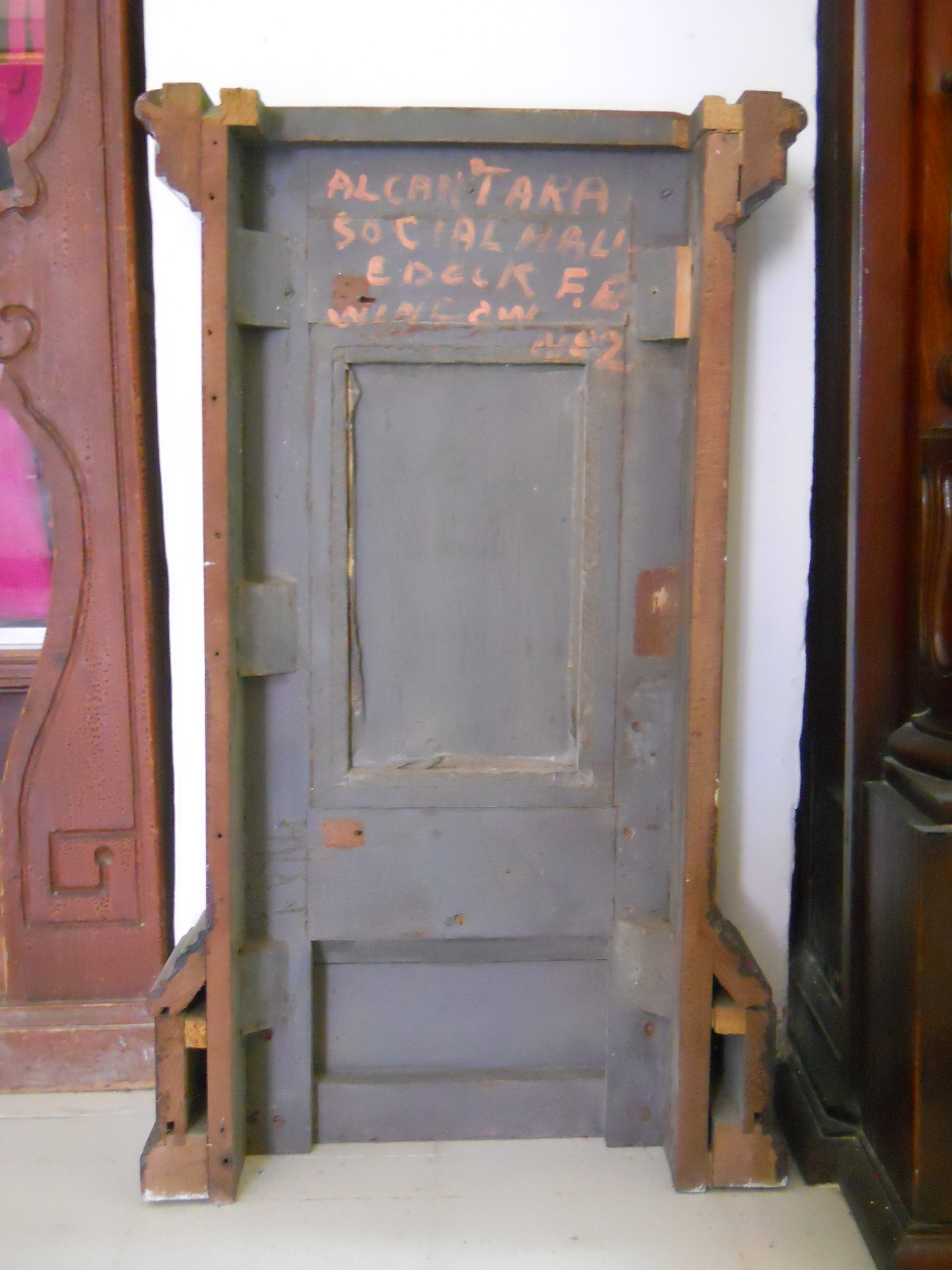
Rückseite eine der Paneele der Alcantara in Żabbar mit Beschriftung

Präsentiert werden weiter Exponate aus dem Bereich christlichen Brauchtums wie Prozessionsdekorationen und Feuerwerksgeräte (Petarden) sowie Kirchenausstattung wie Altäre, Werke der Kirchenmalerei und liturgische Gegenstände. Eine Darstellung mit Unsere Liebe Frau auf dem Berge Karmel von Mattia Preti entstand ungefähr 1640. Die jüngsten Geschenke sind von 1975.
Die Mahagonitäfelung der Lobby des königlichen Postschiffs Alcantara lagerte nach dem Krieg in England, wurde versteigert und gelangte 1951 teilweise nach Żabbar. Hier verwendete man die Paneele für einen Freiluftaltar als Ziel der ersten Pilger-Zweiradsternfahrt auf Malta, zu der Papst Pius XII. Unsere Frau von den Gnaden als Patronin bestimmte. Heute dienen sie als kleine Ausstellungshalle im Museum.

### Weiteres
Weitere Exponate sind das maßstabsgerechte Schiffsmodell von 1768 eines Linienschiffes der Marine des Souveränen Malteserordens und das Gemälde der Karacke Santa Anna aus dem Besitz einer maltesischen Kapitänsfamilie.
Vom Flugunglück 1975 zeugen Zeitungsausschnitte, Fotos und Flugzeugteile.